# Đại Đồng, Đại Khánh
Đại Đồng (chữ Hán giản thể: 大同区, âm Hán Việt: Đại Đồng khu) là một quận thuộc địa cấp thị Đại Khánh, tỉnh Hắc Long Giang, Cộng hòa Nhân dân Trung Hoa. Quận Đại Đồng nằm ở tây nam của Đại Khánh, có diện tích 2235 km², dân số 250.000 người. Mã số bưu chính của quận Đại Đồng là 163515. Quận này được chia thành 3 nhai đạo, 4 trấn, 4 hương. 
- Nhai đạo biện sự xứ: Khánh Bồ, Lập Chí, Tân Hoa.
- Trấn: Đại Đồng, Cao Đài Tử, Thái Bình Thăng, Lâm Nguyên.
- Hương: Bát Tỉnh Tử, Chúc Tam, Lão Sơn Đầu, Song Du Thụ.